# Бунак Віктор Валеріанович
Бунак Віктор Валеріанович (рос. Бунак Виктор Валерианович; 1891—1979) — совєцький антрополог, один з основоположників совєцької антропологічної школи.

## Біографія
Народився в Москві, в сім'ї службовця Московської міської управи. Після закінчення в другій Московській гімназії в 1908 році вступив на природниче відділення Московського університету, яке закінчив в 1912 році з дипломом 1-го ступеня. Завідував у той час кафедрою географії та антропології академік Д. Н. Анучин привернув Бунака до наукової роботи. Ще до створення в 1919 році, спільно з Анучиним, кафедри антропології, Бунак здав іспити на ступінь магістра і отримав в 1918 році звання приват-доцента, в 1923 році — доцента, а в 1925 році отримав звання професора по кафедрі «антропологія і антропометрія.»
У 1922 році зусиллями Д. Н. Анучина і В. В. Бунака було створено Науково-дослідний інститут антропології при Московському університеті. Після смерті Анучина 1923 року Бунак зайняв посаду директора Інституту антропології та завідувача кафедрою антропології Московського університету.
Взимку 1948—1949 року Бунак переїхав до Ленінграда, де став старшим науковим співробітником відділу антропології ленінградського філії Інституту етнографії АН СРСР. В Ленінграді він пропрацював близько 7 років до 1955 року, коли повернувся в Москву, в відділ антропології Інституту етнографії АН СРСР. Був заступником голови Російського євгенічного товариства (був прихильником позитивної євгеніки), завідувачем Центральним антропометричним бюро, створеним за його ініціативою.
Був одружений з російською художницею Ольгою Федорівною Амосовою-Бунак.

## Наукова діяльність
В. В. Бунак — автор багатьох праць з антропології та суміжних дисциплін. Спектр його наукових інтересів був надзвичайно широкий. Основні праці — з морфології людини (теорія процесу «зростання», фізичного розвитку, дослідження формоутворення скелета), расознавстві, проблемам антропогенезу, генетиці людини, теорії походження мови і інтелекту та ін. Він впровадив нові методи антропологічного дослідження та обробки масових антропометричних даних.
Організатор і керівник прикладних антропологічних робіт по встановленню в СРСР стандартів для виготовлення предметів особистого користування (одяг, взуття тощо). Розробив (1932) першу антропологічну класифікацію східнослов'янських народів. Керував Російською антропологічною експедицією Інституту етнографії АН СРСР 1955—1959 років, в ході якої були вивчені більше 100 груп великоросійського населення і зібрані унікальні наукові дані.
Роботи В. В. Бунака становлять величезну наукову цінність і мають фундаментальне значення в розширенні знання про людину.

## Нагороди
Нагороджений орденом Леніна.

## Праці
- Бунак В. В. О реакции агглютинации человеческих рас // Русский антропологический журнал. Т. 13. № 1-2. 1924.
- Бунак В.В Crania Armenica (Армянский череп) // (Исследования по антропологии Передней Азии с табл.измерений, графиками, диаграммами и фотографиями) Труды Антропологического НИИ при МГУ. Вып. 2. Приложение к Русскому антропологическому журналу. Т. 16. Вып. 1-2. М., 1927 г. 263с, 25 табл.
- Бунак В. В. Раса как историческое понятие // Наука о расах и расизм. Тр. ин-та антропологии МГУ. Вып. 1. М.; Л., 1938.
- Бунак В. В. Методика антропометрических исследований. М., 1931.
- Бунак В. В. Нормальные конституциональные типы в свете данных о корреляции отдельных признаков // Ученые записки МГУ. Вып. 34. М., 1940.
- Бунак В. В. Антропометрия. М., 1941.
- Происхождение и этническая история русского народа по антропологическим данным, М.: Наука, 1965 (редактор и автор ряда статей).
- Ископаемые гоминиды и происхождение человека, М., 1966 (редактор и автор ряда статей).
- Бунак В. В. Род Homo, его возникновение и последующая эволюция. М., 1980.
- В. В. Бунак о судьбе неандертальцев